# La Vega (Rasines)
La Vega es una localidad del municipio de Rasines (Cantabria, España). En el año 2008 contaba con una población de 17 habitantes (INE). La localidad se encuentra a 220 metros de altitud sobre el nivel del mar, y a 2,1 kilómetros de la capital municipal, Rasines.
- Datos: Q5965448